# Söråker
Söråker è un'area urbana della Svezia situata nel comune di Timrå, contea di Halland.
La popolazione rilevata nel censimento 2010 era di 2 312 abitanti .